# Lembertine
La lembertine est le tout premier pétrin mécanique. Elle porte le nom de son inventeur : Jean-Baptiste Lembert.

## Description et fonctionnement
- Description : caisse  de 3 mètres de long, 48 centimètres de largeur et de hauteur, hermétiquement fermée par un couvercle à charnière, suspendue par ses deux bouts sur deux pivots qui lui permettent un mouvement de rotation sur elle-même. À l'un de ces pivots est fixée une roue, mise en mouvement par une manivelle. Elle permettait de pétrir 293 à 342 kilogrammes de pâte.
- Fonctionnement : après avoir mis le levain, la farine et l'eau, le couvercle est fermé, puis, à l'aide de la manivelle est imprimé au pétrin un mouvement de six à sept tours par minute pendant 30 à 35 minutes. Vers la fin de l'opération, le pétrin est ouvert pour être ratissé et réunir en une seule masse la pâte adhérente au couvercle et aux côtés. Il ne reste alors plus qu'à faire cuire le pain[2].

## Histoire
Dès 1760 sont essayés sans réels succès des appareils destinés à remplacer le travail manuel dans le pétrissage.
En Italie et en Espagne, des expériences de panification mécanique ont lieu en 1778 mais sans aucun succès.
En 1810, la Société d'encouragement pour l'industrie nationale propose un prix de 1 500 francs à l'inventeur d'une machine capable de pétrir la pâte à volonté. Un boulanger de Paris, Jean-Baptiste Lembert, propose alors un appareil qu'il avait inventé dès 1796. Divers essais sont alors effectués et le prix lui est finalement décerné le 4 septembre 1811.
Son invention présente alors comme avantages :
- de rendre moins pénible le travail des boulangers ;
- d'économiser la farine ;
- d'éviter l'asthme et autres maladies chez les boulangers ;
- de réduire la main-d'œuvre nécessaire à la confection du pain ;
- d'être plus hygiénique.

Il faudra pourtant attendre encore plusieurs décennies pour que le pétrin mécanique se généralise.